# Violglansgök
Violglansgök (Chrysococcyx xanthorhynchus) är en asiatisk fågel i familjen gökar med vid utbredning från Indien till Filippinerna och Indonesien.

## Utseende och läten
Asiatisk glansgök är en liten (17 cm) gök med hos hanen färgstarkt violett ovansida. Honan är enhetligt bronsbrun ovan med endast lätt grönaktig anstrykning, medan undersidan är vit med brungröna tvärband. Det tvåstaviga och upprepade lätet, i engelsk littetur återgivet som "che-wick", hörs framför allt i flykten. Även en accelererande drill kan höras.

## Utbredning och systematik
Violglansgök delas in i två underarter med följande utbredning:
- Chrysococcyx xanthorhynchus xanthorhynchus - förekommer från nordöstra Indien till Sydostasien, Stora Sundaöarna och Palawan
- Chrysococcyx xanthorhynchus amethystinus - förekommer i Filippinerna

## Status och hot
Arten har ett stort utbredningsområde och en stor population, men tros minska i antal, dock inte tillräckligt kraftigt för att den ska betraktas som hotad. Internationella naturvårdsunionen IUCN kategoriserar därför arten som livskraftig (LC).